# Стивен Тејлор
Стивен Тејлор (енгл. Steven Taylor) је измишљени лик у британској научнофантастичној телевизијској серији Доктор Ху. У будућности свемирски пилот са Земље, Стивен је био сапутник Првог Доктора и главни лик у програму од 1965. до 1966. Стивен се појавио у 10 прича (45 епизода).

## Појављивање

### Телевизија
Стивен се први пут појављује у серијалу Потера када су га Доктор и његови сапутници Ијан, Барбара и Вики проналашли на планети Механус где је слетео две године пре тога. Он се придружује Доктору и Вики као пратилац у следећој серијалу Временски умешач када откривају да се склонио у ТАРДИС пошто је побегао из запаљеног Механоидног града. Стивен је појединац јаке воље који је способнији када треба нешто физички да уради него када треба размишљати да се уради. Има фино развијен осећај за добро и лоше и високо вреднује људски живот.
Стивен прати Доктора кроз Главни план Далека, мрачну и опасну пустоловину која одузима животе Сари Кингдом и Катарини. Он се свађа са Доктором када је одбио да спречи догађаје Покоља на дан светог Вартоломеја. Стивен је спреман да се растане са Доктором због смрти које су се догодиле, посебно девојке по имену Ен Шапле. Међутим, он се поново придружује Доктору, у исто време када су стекли нову сапутницу, младу жену по имену Доротеа „Додо” Шапле која је очигледно Енин потомак.
Стивеново путовање се на крају завршава током Дивљака када одлучује да прихвати одговорност вођења комбинованог друштва Дивљака и Стараца које покушава да успостави трајни мир. Његов живот изван тога није истражен у серији.
Тачно временско раздобље из којег је Стивен првобитно дошао није наведен у телевизијској серији. Међутим, у Великом плану Далека, смештеном у 4000. годину, Стивен наводи да потиче из „неколико стотина година“ пре тог раздобља.
Старији Стивен, кога још увек игра Пурвс, враћа се у епизоди огранка поводом 60. годишњице Приче из ТАРДИС-а заједно са Морин О'Брајен као Вики. Извучени из својих временских токова, Стивен и Вики се присећају догађаја из Временског умешача и својих живота пошто су напустили Првог Доктора. Стивен је постао краљ и има децу и унуке. Њихова епизода се завршава гласом Вилијама Хартнела, што указује да им се придружио Први Доктор.

### Други медији
Стивен се појављује у три огранак романа: Царство од стакла (1995) из серије Невиних несталих пустоловина, Спасење (1999) и Војници из бункера (2001) из серије Раније Докторове пустоловине. Поред тога, појављује се у многим причама ББЦ кратке приче и Декалог невиности. Стивен, којем глас често даје Пурвс, такође се појављује у многим аудио драмама продукције "Big Finish", међу којима су Петорица сапутника заједно са Петим Доктором (Питер Дејвисон), Рат за крај свих ратова, који се у танчине бави његовим животом пошто је напустио Доктора и Тајна историја у којој Вики и он упознају Петог Доктора након сложене завере Монаха у којој Пети Доктор замењује Првог током кључне пустоловине.

## Избор глумца
Питер Пурвс је првобитно био на аудицији за улогу огромног инсекта у Планети мрежа, али није је добио. Затим се појавио у трећој епизоди Потере као „брђанин“ Мортон Дил. Затим се појављује као Стивен у последњој епизоди. Пурвс је пустио браду да би прикрио везу између два лика серије. Продукцијска екипа је тражила лика који би заменио Барбару Рајт (Џеклин Хил) и Ијана Честертона (Вилијам Расел) који су одлазили у серији, а Пурвса су предложили Вилијам Хартнел и Морин О'Брајен. Рани нацрти приче користили су имена „Брук“ и „Мајкл“ за лик заробљеног космонаута, пре него што су се зауставили на „Стивену“.